# UZGA LMS-901 Bajkal
UZGA LMS-901 Bajkal je lehké užitkové letadlo s krátkým vzletem a přistáním (STOL) vyvíjené ruskou společností Uralský závod civilního letectví (UZGA) v Jekatěrinburgu. V roce 2019 bylo vybráno jako náhrada za rozšířené dvouplošníky Antonov An-2. Primárně slouží pro přepravu osob a smíšenou přepravu osob a nákladu. Plánován je vznik dalších speializovaných variant (záchranná, výsadková). Sériová výroba letounu měla být zahájena roku 2024, kvůli sankcím uvaleným na Rusko po jeho invazi na Ukrajinu je však její zahájení závislé na dokončení vývoje domácí pohonné jednotky.

## Vývoj

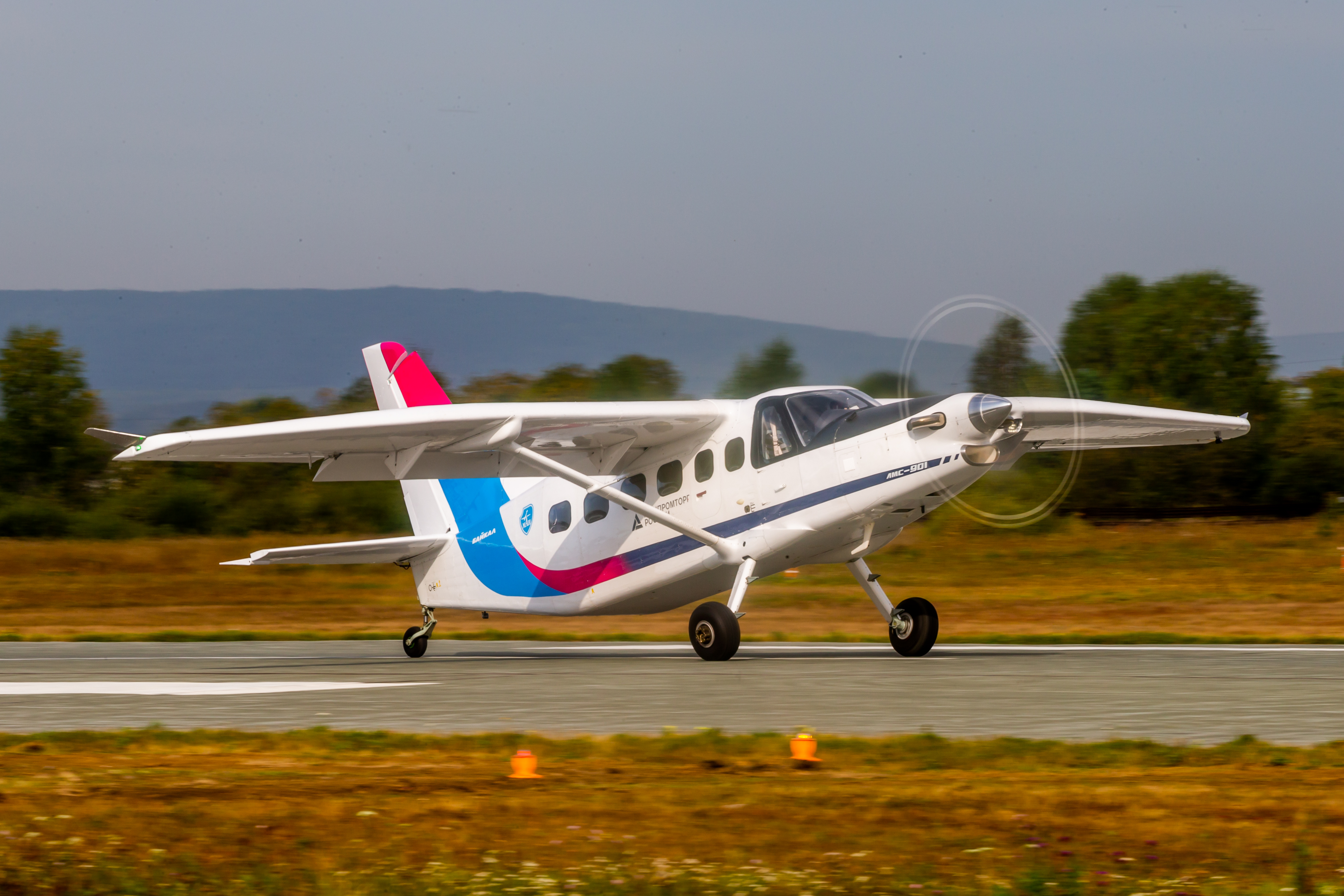
UZGA LMS-901

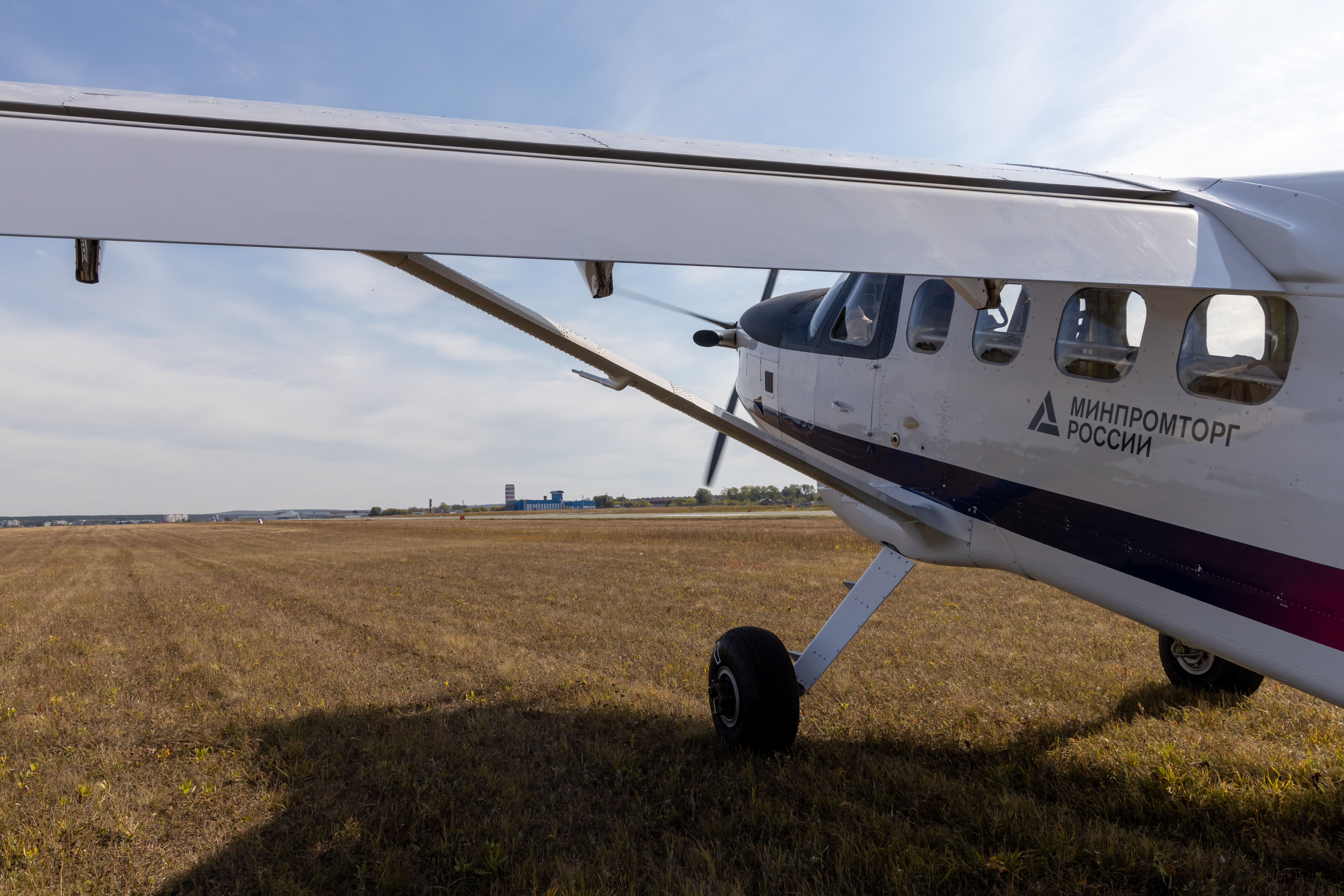
UZGA LMS-901

V roce 2013 byl v rámci ruského programu Rozvoj leteckého průmyslu na léta 2013 až 2025 a podprogramu Malé letectvo vyhlášen konkurz na nástupce dvouplošníků Antonov An-2. Vítězem se stal dvouplošník SibNIA TVS-2DTS, který z An-2 převzal základní koncepci, ve své konstrukci však široce využíval kompozitních materiálů, zahraniční motor Honeywell TPE-331-12UAN a vrtuli. Prototyp vzlétl v roce 2017. Bylo mu přiděleno jméno Bajkal a jeho výroba měla být zahájena roku 2021 v závodu UZGA. V roce 2019 však bylo rozhodnuto, že místo TVS-2DTS bude vyvinut jiný letoun, jehož výroba nebude závislá na importu zahraničních komponentů. Ve výběrovém řízení byl následně vybrán projekt LMS-901 společnosti Bajkal-inžiniring, který je dceřinou společností závodu UZGA. Na vývoji spolupracoval Moskevský aviatický institut (MAI). Dle zadání neměla cena jednoho letounu přesahovat 120 milionů rublů a letová hodina třicet tisíc rublů. Kvůli snížení ceny byla pro letoun zvolena jednomotorová koncepce namísto původně plánované dvoumotorové.
Informace o vývoji letounu UZGA LMS-901 Bajkal byla oznámena roku 2019. Do listopadu 2020 byl vyroben neletový exemplář pro statické zkoušky, který byl pro urychlení vývoje v dílnách MAI v dubnu 2021 dokončen jako letový prototyp. Prototyp byl veřejnosti představen v červenci 2021 na statické ukázce na moskevském aerosalonu MAKS 2021. První let prototypu proběhl 30. ledna 2022 na letišti Aramil v Jekatěrinburgu. Do certifikačních zkoušek se zapojily dva prototypy. Typový certifikát v základní konfiguraci měl letoun získat na konci roku 2022, ale termín se nepodařilo dodržet.
Užitkový letoun LMS-901 Bajkal je součástí plánů ruské vlády na získání tisícovky nových domácích letounů pro tamní civilní letectví. Reaguje tak na potíže, do kterých tamní letectví dostalo kvůli sankcím uvaleným po ruské invazi na Ukrajinu. Rusko zároveň potřebuje nahradit i zastaralé domácí typy Antonov An-2, Antonov An-24, Antonov An-26 a Jak-40. Plnou třetinu těchto nových letadel mají představovat vyvíjené malé letouny LMS-901 Bajkal a UZGA TVRS-44. Ruská vláda předpokládá, že do roku 2030 bude vyrobeno 154 letounů Bajkal.
Dle původních plánů měla být sériová výroba letounu LMS-901 Bajkal zahájena roku 2023 v závodě UZGA. Ministerstvo průmyslu a obchodu ale nakonec rozhodlo, že výroba bude lokalizována do nového závodu KnAAZ společnosti Sjednocená letecká korporace v Komsomolsku na Amuru. Zahájení výroby byla naplánováno na rok 2024. Uvalení sankcí na Rusko kvůli jeho invazi na Ukrajinu však znamená, že zahájení výroby letounu bude možné až po dokončení vývoje domácího motoru Klimov VK-800SM.
Přesběžné objednávky výrobce získal od společností KrasAvia (deset kusů, dodání 2025-2029), Aeroservis (sedm kusů, 2025-2028), Narjan-Mar (pět kusů, 2026-2030), Viťaz-Aero (tři kusy, 2026-2028), Aurora (deset kusů) a záchranáři (27 kusů, 2025-2030).

## Konstrukce
Letoun je jednomotorový vzpěrový hornoplošník s pevným záďovým podvozkem. Pojme až devět cestujících nebo dvě tuny nákladu. Vybaven má být ruskou avionikou. Prototyp pohání turbovrtulový motor General Electric H80-200 s elektronickým řízením motoru a vrtule (EEPC), dodaný českou společností GE Aviation Czech. Nahradit jej má domácí turbovrtulový motor Klimov VK-800SM.

## Specifikace
Údaje dle:

### Technické údaje
- Kapacita: 9 osob, nebo 2000 kg nákladu
- Délka: 12,18 m
- Rozpětí: 16,54 m
- Výška: 3,7 m
- Hmotnost prázdného letounu: 2040 kg
- Maximální vzletová hmotnost: 4800 kg
- Pohonná jednotka: 1× turbovrtulový motor General Electric H80-200

### Výkony
- Maximální rychlost v 3000 m: 300 km/h
- Dolet (s 2000 kg nákladu): 1500 km